# TLC: Tables, Ladders & Chairs (2019)
TLC: Tables, Ladders & Chairs (2019) là một sự kiện đấu vật chuyên nghiệp trả tiền theo lượt và của WWE Network do WWE sản xuất cho Raw và SmackDown, diễn ra vào ngày 15 tháng 12 năm 2019 tại Target Center ở Minneapolis, Minnesota. Đó là sự kiện thứ mười một theo niên đại TLC: Table, Ladders & Chairs.
Có 8 trận đấu đã diễn ra tại sự kiện này, bao gồm một trận trong buổi diễn trước Kickoff. Trong sự kiện chính, các chiến binh Kabuki (Asuka và Kairi Sane) đã đánh bại Becky Lynch và Charlotte Flair trong một trận đấu đồng đội Bàn, Thang và Ghế để giữ WWE Women's Tag Team Championship, đây cũng là lần đầu tiên danh hiệu này được bảo vệ trong trận đấu chính của một lượt xem trả tiền, cũng như là trận đấu TLC đồng đội nữ đầu tiên. Trong các trận đấu nổi bật khác, Bray Wyatt đã đánh bại The Miz, Big E và Kofi Kingston của New Day đã đánh bại The Revival (Scott Dawson và Dash Wilder) trong trận đấu thang để giữ đai SmackDown Tag Team Championship trong trận mở màn, Bobby Lashley đã đánh bại Rusev trong một trận đấu bàn, và King Corbin đã đánh bại Roman Reigns trong trận đấu Bàn, Thang và Ghế.

## Sản xuất

### Bối cảnh
TLC: <a href="https://en.wikipedia.org/wiki/WWE_TLC:_Tables,_Ladders_&amp;amp;_Chairs" rel="mw:ExtLink" class="cx-link" data-linkid="99">Tables, Ladders &amp; Chairs</a> là một sự kiện pay-per-view hàng năm, thường được sản xuất mỗi tháng 12 của WWE từ năm 2009. Khái niệm của chương trình dựa trên các trận đấu chính, quy định sử dụng bàn, thang và ghế làm vũ khí hợp pháp, với sự kiện chính thường là trận đấu Bàn, Thang và Ghế. Năm 2019 là sự kiện thứ mười một theo niên đại TLC và các đô vật nổi bật từ các thương hiệu Raw và SmackDown. Sự kiện cũng đánh dấu trận đồng đội nữ Bàn, Thang và Ghế đầu tiên.

### Cốt truyện
Chương trình bao gồm tám trận đấu, trong đó có một trận đấu trước buổi diễn. Các trận đấu bắt nguồn từ cốt truyện kịch bản, trong đó các đô vật thể hiện các anh hùng, nhân vật phản diện hoặc các nhân vật ít phân biệt hơn trong các sự kiện đã lên kịch bản gây căng thẳng và đạt đỉnh điểm là một trận đấu vật hoặc loạt trận đấu. Kết quả được xác định trước bởi các người viết của WWE trên các thương hiệu Raw và SmackDown, trong khi các câu chuyện được sản xuất trên các chương trình truyền hình hàng tuần của WWE, Monday Night Raw và Friday Night SmackDown.
Trước Survivor Series, mối thù bắt đầu giữa Roman Reigns và King Corbin. Trong trận đấu loại trừ Survivor Series của nam, sau khi Corbin chủ yếu gây ra việc loại bỏ đồng đội Team SmackDown của mình, Mustafa Ali, đội trưởng Reigns đã thực hiện một đòn spear vào Corbin, dẫn đến việc loại bỏ Corbin, trong khi Reigns giành chiến thắng cho đội của anh ta. Trong SmackDown sau đó, Reigns đã gọi Corbin, người tuyên bố Team SmackDown đã chiến thắng vì anh ta, và tuyên bố rằng Reigns đã phản bội đội của anh ta bằng cách tấn công anh ta. Reigns đã thách đấu Corbin trong một trận đấu, tuy nhiên, thay vào đó, Corbin đã giới thiệu Dolph Ziggler và Robert Roode, sau đó Roode đã thách đấu Reigns thay vào đó, trong đó Reigns đã giành chiến thắng. Sau trận đấu, một cuộc cãi lộn xảy ra sau đó. Tuần tiếp theo, một trận đấu Bàn, Thang và Ghế giữa Reigns và Corbin đã được lên kế hoạch cho TLC.
Trong tập phát sóng ngày 8 tháng 11 của SmackDown, Big E và Kofi Kingston của New Day đã đánh bại The Revival (Scott Dawson và Dash Wilder) để giành đai vô địch SmackDown Tag Team Championship. Một trận tái đấu xảy ra vào tuần sau, nhưng The Undisputed Era của NXT (Adam Cole, Bobby Fish, Kyle O'Reilly và Roderick Strong) đã can thiệp, gây ra luật không diễn ra trận đấu. Trong tập 6 tháng 12, The Revival đã đánh bại Heavy Machinery (Otis và Tucker), Lince Dorado và Gran Metalik của Lucha House Party, và Mustafa Ali & Shorty G trong trận đấu tay bốn để kiếm thêm một trận tái đấu cho danh hiệu tại TLC, đã được thực hiện dưới dạng một trận đấu thang.
Tại Survivor Series, "The Fiend" Bray Wyatt đã đánh bại Daniel Bryan để giữ đai Universal Championship. Trong SmackDown sau đây, Wyatt (với tư cách là nhân vật trong Firefly Fun House của anh) đã thách đấu Bryan, người hiện đang nắm lấy "Yes Movement" một lần nữa, đến một trận đấu khác tranh đai, mà Bryan đã chấp nhận. Fiend sau đó xuất hiện và tấn công Bryan, xé tóc của anh. Tuần sau, The Miz, người can thiệp vào mối thù, nói rằng Bryan đã không được nhìn thấy kể từ cuộc tấn công của The Fiend và nói rằng mặc dù anh và Bryan không thích nhau, cả hai đều thuộc gia đình WWE, và anh ta đều là một phần của gia đình WWE, và anh ta sẽ tìm Bryan. Wyatt ngắt lời và muốn "chơi" với Miz vì Bryan đã biến mất và muốn trở thành một phần của gia đình Miz, điều này đã lôi kéo Miz tìm kiếm Wyatt. Sau hậu trường, Miz tìm thấy một bức ảnh chụp gia đình của Miz với Wyatt thay cho Miz, sau đó, Wyatt tấn công Miz. Một trận đấu không có tiêu đề giữa Miz và Wyatt sau đó đã được lên kế hoạch cho TLC, đánh dấu trận đấu đầu tiên của Wyatt kể từ khi anh trở lại vào tháng Tư để đấu vật với tư cách là nhân vật Firefly Fun House thay vì The Fiend (như Miz và Wyatt trước đây chưa từng gây thù).
Trong tập Raw ngày 18 tháng 11, Buddy Murphy đã đến phòng thay đồ của Aleister Black để thách đấu với anh ta, nhưng Black vắng mặt và Murphy tuyên bố rằng Black chỉ nói chuyện và không đánh nhau. Tuần sau, Black xuất hiện và tấn công Murphy sau trận đấu sau đó. Vào tập 2 tháng 12, sau khi xem trận đấu của Black từ hậu trường, Murphy đã được phỏng vấn nơi anh ta thách đấu Black một lần nữa. Tuần sau, trận đấu giữa Black và Murphy đã được lên lịch cho TLC.
Trong trận đấu loại trừ Survivor Series dành cho nữ, Đội trưởng Charlotte Flair và đồng đội Asuka đã có một cuộc cãi vã, dẫn đến Asuka phun sương mù màu xanh lá cây vào mặt Flair; Asuka bước ra khỏi trận đấu trong khi Flair bị loại. Một trận đấu giữa hai xảy ra vào Raw đêm sau, nơi Asuka, với một số sự hỗ trợ từ đồng đội cô Kairi Sane, đánh bại Flair sau khi một lần nữa phun sương xanh vào mặt Flair. Tuần tiếp theo, Flair thua The Kabuki Warriors (Asuka và Sane) trong trận đấu chấp người. Trong tập phát sóng ngày 9 tháng 12, Flair đã tiếp cận cựu đối thủ và Nhà vô địch Raw Women's Champion Becky Lynch và tuyên bố rằng mặc dù cô không thích Lynch, cô thậm chí còn không thích Kabuki Warriors hơn. Lynch ban đầu từ chối Flair và sau đó giành chiến thắng trong trận đấu chấp người với The Kabuki Warriors bằng cách phạm quy, sau đó, họ đưa Lynch qua bàn. Sau đó, họ tấn công Flair ở hậu trường và đưa ra một thử thách cho Lynch và Flair với đai WWE Women's Tag Team Championship thi đấu tại TLC. Lynch và Flair chấp nhận thử thách dưới dạng trận đấu Bàn, Thang và Ghế, đánh dấu trận đấu đồng đội nữ đầu tiên được thi đấu dưới hình thức này.
Trước WWE Draft 2019, Rusev, vợ Lana và Bobby Lashley trở về sau thời gian gián đoạn; trong tập Raw ngày 30 tháng 9, trận tranh giải vô địch toàn cầu của Rusev đã kết thúc trong một cuộc thi không có hồi kết khi Lashley xuất hiện, gọi Lana và tiến hành hẹn hò với cô. Cả ba đều được soạn thảo thành Raw, và Lashley và Lana tiếp tục hành hạ Rusev với mối tình của họ trong vài tuần tới. Lana giải thích rằng cô đã lừa dối Rusev vì anh ta đã lừa dối cô trước và anh ta là một người nghiện tình dục. Giấy ly hôn và lệnh cấm cuối cùng đã được ban hành đối với Rusev. Vào ngày 25 tháng 11, Rusev đã vi phạm lệnh cấm và tấn công dã man Lashley, sau đó, an ninh đã hộ tống Rusev ra khỏi tòa nhà. Tuần sau, Rusev một lần nữa vi phạm lệnh cấm và tấn công Lashley, mặc dù an ninh không cố gắng ngăn chặn anh ta. An ninh lần lượt bắt giữ Lashley và Lana, sau khi Lashley xô ngã một cảnh sát và Lana tát một người khác. Vào tập ngày 9 tháng 12, Rusev và Lana đã ký vào tờ đơn ly hôn của họ theo thỏa thuận rằng Rusev nhận được một trận đấu với Lashley tại TLC, được làm một trận đấu bàn.
Trong tập Raw ngày 9 tháng 12, Viking Raiders (Erik và Ivar) đã đưa ra một thử thách mở cho đai Raw Tag Team Championship được trả lời bởi The Street Profits (Angelo Dawkins và Montez Ford), người trước đó đã bị đánh bại. Ngày hôm sau trên WWE Backstage, đã tiết lộ rằng Viking Raiders sẽ có một thử thách mở khác tại TLC.

## Sự kiện
| Vai trò:                   | Tên:                      |
| -------------------------- | ------------------------- |
| Bình luận viên             | Vic Joseph (Raw)          |
| Bình luận viên             | Jerry Lawler (Raw)        |
| Bình luận viên             | Samoa Joe (Raw)           |
| Bình luận viên             | Michael Cole (SmackDown)  |
| Bình luận viên             | Corey Graves (SmackDown)  |
| Bình luận viên Tây Ban Nha | Carlos Cabrera            |
| Bình luận viên Tây Ban Nha | Marcelo Rodríguez         |
| Bình luận viên người Đức   | Carsten Schaefer          |
| Bình luận viên người Đức   | Tim Haber                 |
| Bình luận viên người Đức   | Calvin Knie               |
| Thông báo viên sàn đấu     | Greg Hamilton (SmackDown) |
| Thông báo viên sàn đấu     | Mike Rome (Raw)           |
| Trọng tài                  | Danilo Anfibio            |
| Trọng tài                  | Jason Ayers               |
| Trọng tài                  | Dan Engler                |
| Trọng tài                  | Eddie Orengo              |
| Trọng tài                  | Chad Patton               |
| Trọng tài                  | Ryan Tran                 |
| Trọng tài                  | Rod Zapata                |
| Người phỏng vấn            | Charly                    |
| Người phỏng vấn            | Kayla Braxton             |
| Bàn trước buổi diễn        | Jonathan Coachman         |
| Bàn trước buổi diễn        | Charly                    |
| Bàn trước buổi diễn        | David Otunga              |
| Bàn trước buổi diễn        | Booker T                  |

### Trước buổi diễn
Trong buổi diễn trước TLC: Tables, Ladders & Chairs, Humberto Carrillo đối mặt với Andrade (kèm theo Zelina Vega). Trong trận đấu, căng thẳng đã gia tăng giữa Andrade và Vega do sự mất mát của Andrade trước Carrillo trong tập trước của Raw. Cuối cùng, Carrillo đã thực hiện một đòn hurricanrana vào Andrade bên ngoài sàn và một cuộc tấn công vào Andrade bên trong sàn để giành chiến thắng. Vega đã cố gắng giúp Andrade sau trận đấu, nhưng anh ta đã đẩy bay cô.

### Trận đấu sơ loại
Sự kiện chính thức bắt đầu với The New Day (Big E và Kofi Kingston) bảo vệ đai SmackDown Tag Team Championship trước The Revival (Scott Dawson và Dash Wilder) trong trận đấu thang đồng đội. Trong những khoảnh khắc cuối, Big E đã thực hiện Big Ending trên Wilder khỏi một cái thang. Khi Dawson lên thang, Kingston chặn anh ta lại và tấn công Dawson, rơi xuống một cái thang được đan xen giữa các sợi dây thừng. Kingston sau đó đã tháo dây đai để giữ lại danh hiệu.
Tiếp theo, Aleister Black đối mặt với Buddy Murphy. Trong trận đấu, Black rơi xuống các bậc thang, khiến mũi anh chảy máu nặng. Sự kết thúc đã đến khi Black thực hiện đòn Black Mass lên Murphy để giành chiến thắng.
Sau đó, Raw Tag Team Champions The Viking Raiders (Erik và Ivar) đã xuất hiện cho thử thách mở của họ được trả lời bởi The OC (Luke Gallows và Karl Anderson). Cuối cùng, sau khi Gallows và Anderson đưa Erik vào đám đông, Ivar đã thực hiện một cú lặn tự sát đối với họ, tuy nhiên, cả hai đội không thể quay trở lại sàn đấu, dẫn đến việc đếm ngược, do đó, Viking Raiders giữ được danh hiệu. Sau trận đấu, OC đã cố gắng thực hiện The Magic Killer trên Erik thông qua một chiếc bàn chỉ để Ivar chặn và thực hiện một powerbomb trên Anderson thông qua một cái bàn.
Ở hậu trường, The Miz được phỏng vấn nơi anh ta đề cập rằng Bray Wyatt đã vi phạm sự tôn nghiêm của nhà anh ta, rằng anh ta đang chiến đấu như một người chồng và một người cha, và anh ta thề sẽ tiêu diệt Wyatt.
Trong trận đấu thứ tư, King Corbin đối mặt với Roman Reigns trong trận đấu Bàn, Thang và Ghế. Giữa trận đấu, khi Reigns cố gắng đâm Corbin qua một cái bàn, Dolph Ziggler xuất hiện và chặn Reigns bằng một siêu phẩm. Reigns tấn công Ziggler, Corbin và nhân viên bảo vệ của anh ta bằng một cây gậy kendo. The Revival (Scott Dawson và Dash Wilder) sau đó xuất hiện và thống trị Reigns. Reigns đã chiến đấu trở lại và thực hiện một chuyến lặn tự sát trên Corbin, Ziggler và The Revival. Cuối cùng, khi Reigns cố gắng thực hiện một ngọn giáo trên Corbin, Ziggler đã thực hiện Zig-Zag trên Reigns, sau đó là The Revival thực hiện Shatter Machine trên Reigns. Corbin sau đó thực hiện The End of Days vào Reigns trên ghế để giành chiến thắng.
Tiếp theo, Universal Champion Bray Wyatt đối mặt với The Miz trong một trận đấu không tranh đai. Khi bắt đầu trận đấu, Wyatt đã cố gắng trấn tĩnh Miz, người thay vào đó đã tiến hành tấn công Wyatt và áp đảo. Trong suốt trận đấu, Wyatt trải qua sự thay đổi tâm trạng và cười một cách nam tính, lấy niềm vui trong đau đớn. Bên ngoài võ đài, Wyatt đã thực hiện một đòn Sister Abigail trên Miz, lần đầu tiên anh chỉ có hai cuộc tấn công. Khi Miz thu hẹp nó trở lại võ đài trước khi đếm 10, Wyatt đã thực hiện một đòn Sister Abigail khác để giành chiến thắng trong trận đấu. Sau trận đấu, The Fiend xuất hiện trên TitanTron, khiến Wyatt phải lấy cây búa theo chủ đề Fiend của anh ta từ dưới sàn đấu tấn công Miz. Khi Wyatt cố gắng tấn công Miz bằng búa, đèn tắt, báo hiệu sự xuất hiện của The Fiend rất nhiều cho niềm vui của Wyatt, tuy nhiên, một người đội mũ trùm đầu xuất hiện và thực hiện đầu gối đang chạy trên Wyatt. Người được tiết lộ là một Daniel Bryan trở về, bây giờ với một vết cắt buzz và bộ râu ngắn hơn. Bryan tấn công Wyatt và cố gắng tấn công anh ta bằng búa, tuy nhiên, đèn tắt hoàn toàn. Khi đèn trở lại, Wyatt đã biến mất.
Trong trận đấu áp chót, Rusev đối mặt với Bobby Lashley (kèm theo Lana) trong một trận đấu bàn. Cuối cùng, khi Rusev chuẩn bị đặt Lashley qua một cái bàn, Lana đã nhảy lên lưng của Rusev và Lashley đặt Rusev qua một cái bàn để giành chiến thắng.
Ở hậu trường, khi The Street Profits (Angelo Dawkins và Montez Ford) đang giới thiệu, một cuộc cãi lộn nổ ra liên quan đến Roman Reigns, King Corbin, The New Day, The Revival, và một số người khác.

### Sự kiện chính
Trong sự kiện chính, The Kabuki Warriors (Asuka và Kairi Sane) đã bảo vệ đai WWE Women's Tag Team Championship ctrước Raw Women's Champion Becky Lynch và Charlotte Flair trong một trận đấu Bàn, Thang và Ghế đồng đội. Thỉnh thoảng trong trận đấu, nhà bình luận Jerry Lawler lưu ý rằng cuộc cãi lộn ở hậu trường vẫn đang diễn ra. Giữa chừng sự kiện chính, The Kabuki Warriors đã buộc Lynch bằng một sợi dây thừng vào một cái thang, trong giây lát giữ cô ấy ra khỏi trận đấu trong khi họ chiến đấu với Flair, người đã chiến đấu với họ và giúp nới lỏng sợi dây quanh Lynch. Khi các chiến binh Kabuki tấn công Flair, Lynch đã tự giải thoát và tấn công họ. Bên ngoài chiếc nhẫn, Flair đặt Sane qua một cái bàn. Ngay sau đó, Asuka đặt Flair qua một cái bàn có powerbomb từ tạp dề vòng. Khi Lynch leo lên thang để lấy dây đai, Asuka lật chiếc thang bằng cách kéo sợi dây vẫn còn được buộc vào thang gửi Lynch ra bên ngoài. Asuka sau đó leo lên thang và lấy thắt lưng để giữ lại danh hiệu.
Ngay sau trận đấu, cuộc cãi lộn ở hậu trường tràn ra đấu trường và vào đám đông, kết thúc bằng việc Roman Reigns thực hiện một đòn spear vào King Corbin từ một bục cao trên đỉnh của các đô vật khác.

## Kết cục

### Raw
Trong chương trình Raw sau đó, Raw Women's Champion Becky Lynch đã được phỏng vấn ở hậu trường về sự mất mát của cô. Cô ấy tuyên bố rằng cô ấy đã không còn là chính mình trong vài tháng qua và cảm thấy rằng ban lãnh đạo đã đưa cô ấy vào các trận đấu đồng đội để bảo vệ cô ấy khỏi phải đối mặt với Asuka trong một trận đấu đơn và có khả năng thua cô ấy. Cô cũng tuyên bố rằng cô chưa bao giờ đánh bại Asuka và cần phải thay đổi điều đó.
Lana ăn mừng chiến thắng của Bobby Lashley. Lashley sau đó đã cầu hôn Lana với Lana nói rằng đám cưới của cô sẽ diễn ra vào "Lana Day", chế giễu mánh lới "Rusev Day" của Rusev.
OC (Karl Anderson và Luke Gallows) đã có một trận tái đấu không có danh hiệu trước Raw Tag Team Champions The Viking Raiders (Erik và Ivar), nơi họ đã chiến thắng các nhà vô địch.
Cả Andrade và Humberto Carrillo đều được lên kế hoạch tham gia trận đấu gauntlet để xác định ứng cử viên số một thi đấu với Rey Mysterio tranh đai United States Championship. Carrillo tiến đến trận chung kết để đối mặt với Andrade, người không xuất hiện trong lối vào của anh ta. Thay vào đó, Andrade tấn công Carrillo từ phía sau và trận đấu găng đã kết thúc trong một cuộc thi không có kết quả. Andrade và Zelina Vega dường như cũng có mối quan hệ tốt..

### SmackDown
Trong tập SmackDown sau đó, cả Daniel Bryan và The Miz đều nói rằng họ muốn giành đai Universal Championship từ "The Fiend" Bray Wyatt do các vấn đề cá nhân tương ứng với Wyatt. Bryan và Miz sau đó bị King Corbin can thiệp, cảm thấy rằng anh xứng đáng có cơ hội cho danh hiệu này do chiến thắng của anh trước Roman Reigns tại TLC. Sau đêm đó, Miz và Bryan đã đánh bại Corbin và Dolph Ziggler trong sự kiện chính. Sau trận đấu, đã xác nhận rằng Miz, Bryan và Corbin sẽ đối đầu với nhau trong trận đấu tay ba vào tập ngày 27 tháng 12, với người chiến thắng nhận được trận đấu tranh đai Universal Championship với Wyatt tại Royal Rumble.

## Tiếp nhận
Phát biểu trong chương trình Wrestling Observer Radio của mình, Dave Meltzer chỉ đơn giản nói về chương trình "Nó tệ hại. Điều đó thực sự tồi tệ, theo nhiều cách. " Tuy nhiên, ông và đồng dẫn chương trình Bryan Alvarez đã đồng ý rằng hai trận đấu đầu tiên là "tốt" trước khi "tất cả rơi xuống đồi". Alvarez đặc biệt chỉ trích số lượng chiến thắng của phe phản diện trong chương trình, và đặc biệt, công việc của nhân vật The Miz và hành vi phạm tội sau đó trong trận đấu của anh với Bray Wyatt và trận đấu TLC của đội nữ chính trong trận đấu diễn ra trong khoảng 10 phút sau đó. Rõ ràng là Kairi Sane đã bị chấn thương đầu, nói rằng trận đấu sẽ không mất bất cứ điều gì nếu họ đi thẳng về đích. Cả hai đều chỉ trích nặng nề về kết thúc double count-out trong trận đấu Viking Raider / OC, và gọi trận đấu Reigns / Corbin TLC là "nhàm chán".

## Các kết quả
| #                                                                                     | Kết quả | Thể loại                                                               | Thời gian |
| ------------------------------------------------------------------------------------- | --- | ---------------------------------------------------------------------- | --------- |
| 1P                                                                                    | Humberto Carrllino đánh bại Andrade (với Zelina Vegas)                                                                  | Trận đấu đơn                                                           | 12:45     |
| 2                                                                                     | New Day (Big E và Kofi Kingston) (c) đánh bại The Revival (Scott Dawson và Dash Wilder)                                 | Trận đấu thang tranh đai WWE SmackDown Tag Team Championship           | 19:20     |
| 3                                                                                     | Aleister Black đánh bại Buddy Murphy                                                                                    | Trận đấu đơn                                                           | 13:45     |
| 4                                                                                     | The Viking Raiders (Erick và Ivar) (c) đấu với The OC (AJ Styles, Luke Gallows và Karl Anderson) kết thúc trong đếm đôi | Trận đấu đồng đội tranh đai WWE Raw Tag Team Championship              | 8:30      |
| 5                                                                                     | King Corbin (với Dolph Ziggler, Scott Dawson và Dash Wilder) đánh bại Roman Reigns                                      | Trận bàn, thang và ghế                                                 | 22:20     |
| 6                                                                                     | Bray Wyatt đánh bại The Miz                                                                                             | Trận đấu đơn                                                           | 6:40      |
| 7                                                                                     | Bobby Lashley (với Lana) đánh bại Rusev                                                                                 | Trận đấu bàn                                                           | 13:30     |
| 8                                                                                     | The Kabuki Warriors (Asuka và Kairi Sane) (c) đánh bại Becky Lynch và Charlotte Flair                                   | Trận đấu bàn, thang và ghế tranh đai WWE Women's Tag Team Championship | 26:00     |
| - (c) – chỉ người vô địch bước vào trận đấu - P – chỉ trận đấu diễn ra trong pre-show | |                                                                        |           |